# Kali peroxide
Kali peroxide là một hợp chất vô cơ với công thức hóa học K2O2. Nó được hình thành khi kali phản ứng với oxy trong không khí, tạo ra cùng với kali oxit (K2O) và Kali superoxide (KO2).

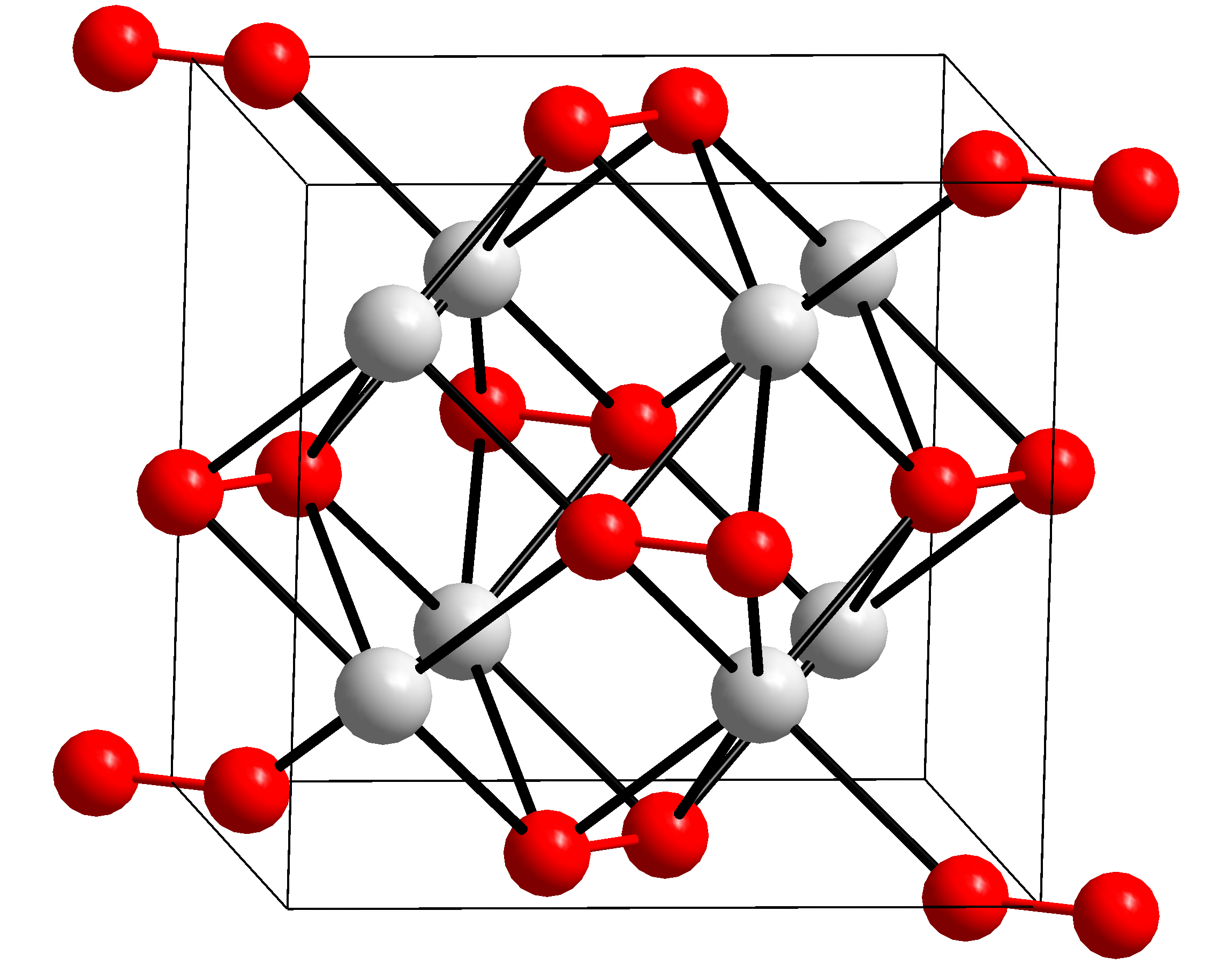
Cấu trúc tinh thể của kali peroxide

## Cấu trúc
K2O2 có các hằng số mạng tinh thể a = 0,6733 nm, b = 0,6996 nm, c = 0,6474 nm, α = 90°, β = 90°, γ = 90°.

## Tính chất hóa học
Kali peroxide phản ứng với nước để tạo thành kali hydroxide và oxy:
2K2O2 + 2 H2O → 4 KOH + O2